# Carl Roman Abt

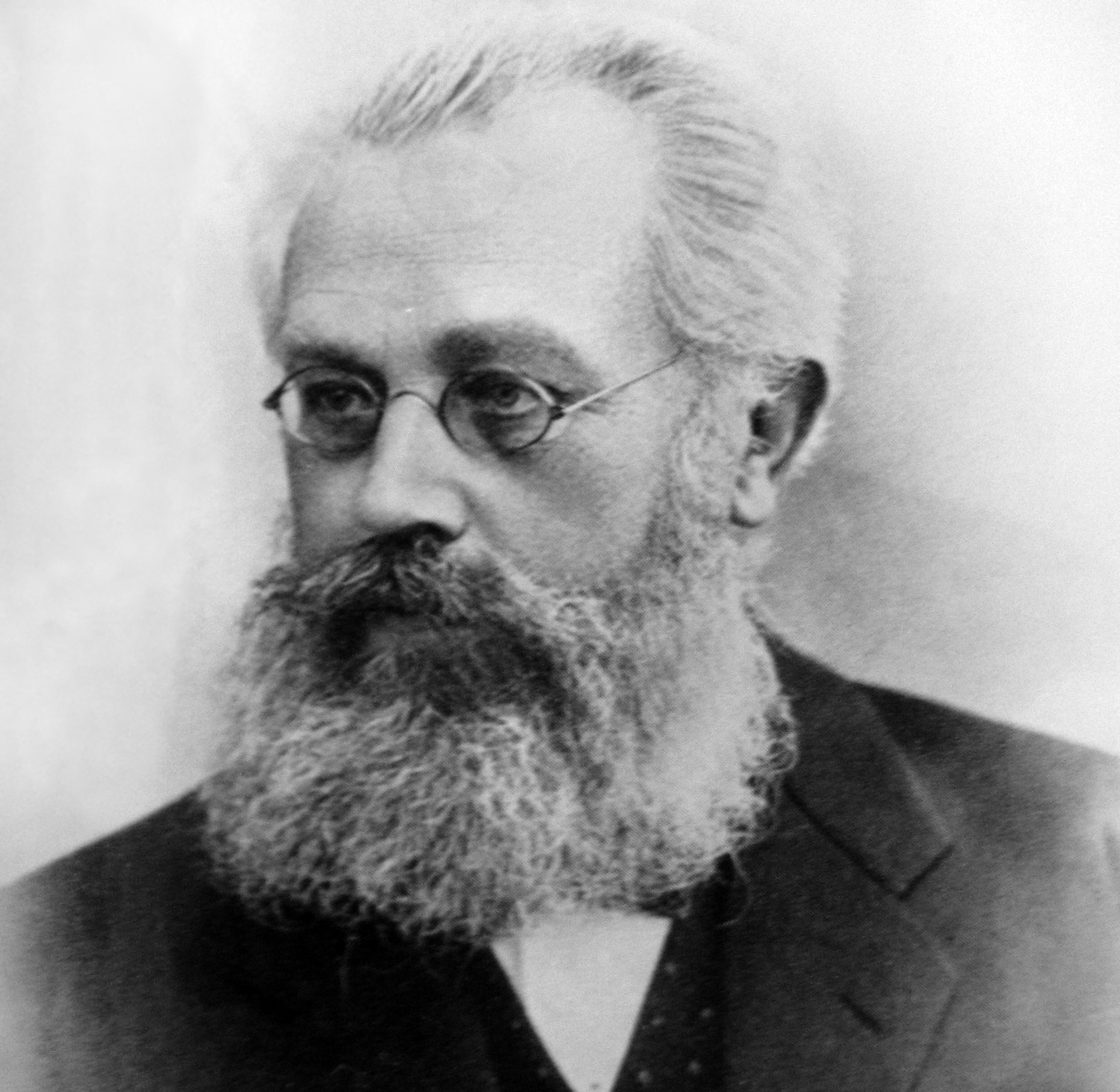
Carl Roman Abt

Carl Roman Abt (in der Literatur manchmal auch Carl Abt; * 16. Juli 1850 in Bünzen; † 1. Mai 1933 in Luzern) war ein Schweizer Maschinenbauingenieur, Erfinder und Unternehmer. Er wurde auch als «Nestor des Zahnradbaues» bezeichnet.

## Biografie

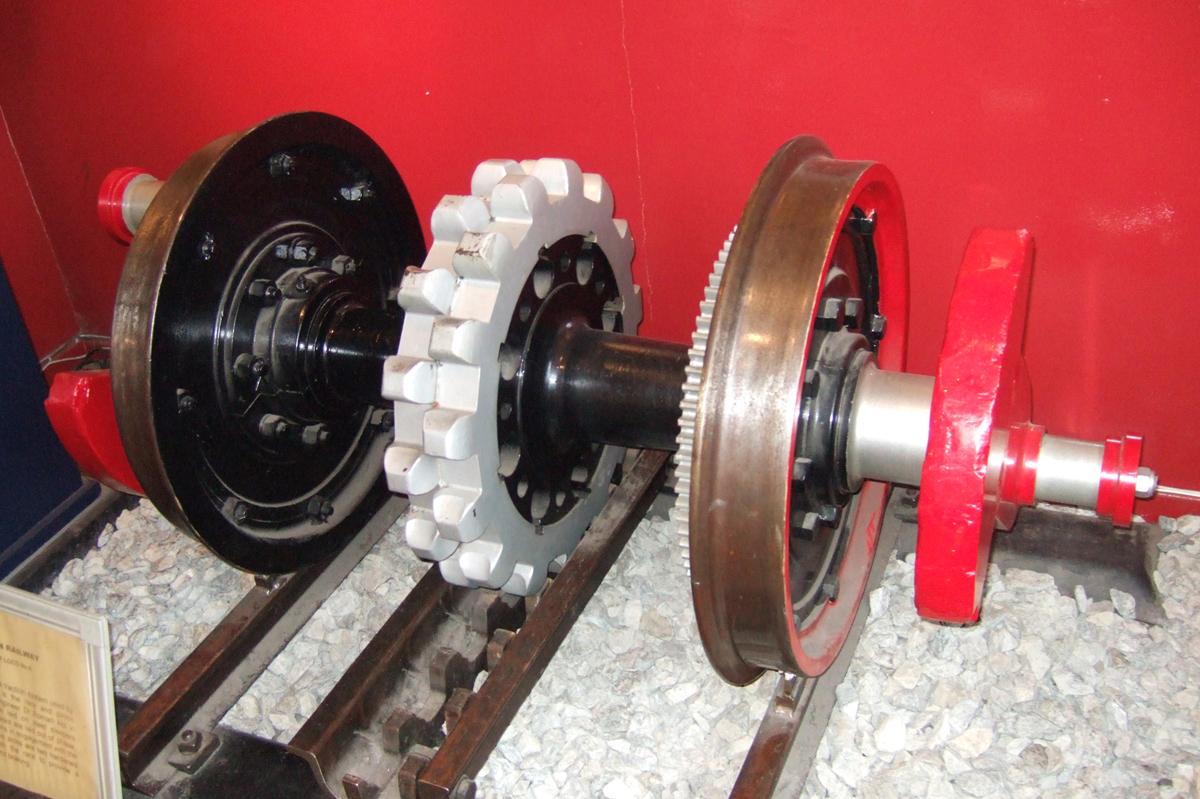
Abt-System am Beispiel einer Antriebsachse einer 1923 gebauten Zahnradlokomotive der Snowdon Mountain Railway, 2005

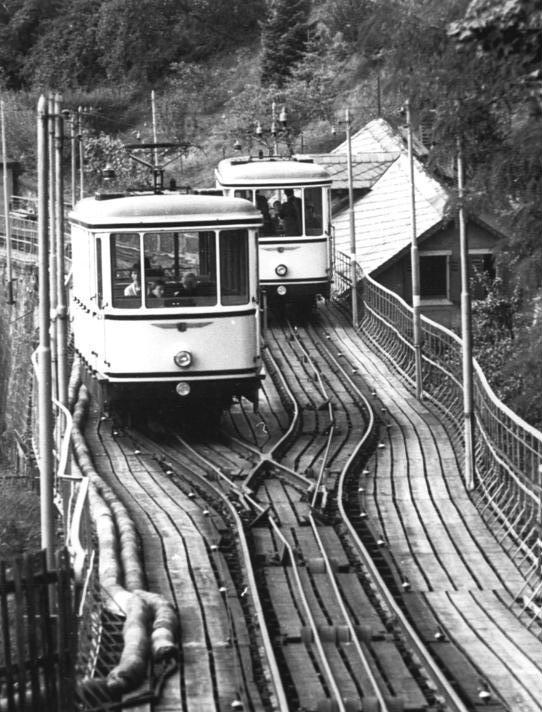
Abt’sche Weiche an der 1895 eröffneten Standseilbahn Dresden, 1985

Der Sohn des Strohgeflechtindustriellen Roman Abt absolvierte die Bezirksschule in Muri und die Kantonsschule in Frauenfeld. In seiner Jugend hatte er sich mit der Konstruktion und Verbesserung von Flechtmaschinen beschäftigt, weshalb er von 1869 bis 1872 am Eidgenössischen Polytechnikum (heute ETH Zürich) Maschinenbau studierte.
Nach Abschluss des Studiums arbeitete er als Konstrukteur in der Zentralwerkstätte der Schweizerischen Centralbahn in Olten, anschliessend bis 1879 in der von Niklaus Riggenbach und Olivier Zschokke geleiteten Fabrik der Internationalen Gesellschaft für Bergbahnen in Aarau. Bis 1881 war er als Kontrollingenieur im Eidgenössischen Eisenbahndepartement tätig, danach machte er sich selbständig.
Abt machte bahnbrechende Erfindungen, beispielsweise das «System Abt» für Zahnradbahnen durch Kombination von Adhäsions- und Zahnradlokomotiven, sowie die selbsttätige Abtsche Weiche ohne bewegliche Teile für Standseilbahnen. Er leitete persönlich den Bau von 72 Bergbahnen in allen Erdteilen. Dazu gehörten die Visp-Zermatt-Bahn, die Gornergratbahn, die Furka-Oberalp-Bahn und die Monte-Generoso-Bahn in der Schweiz selbst. Als Präsident der Gotthardbahn-Gesellschaft führte er im Jahr 1903 bei der Verstaatlichung der Privatbahnen die Rückkaufsverhandlungen mit dem Bund.
Abt erhielt viele Ehrungen, darunter die Ehrendoktorwürde der Technischen Hochschule Hannover. Daneben war Abt, der durch sein berufliches Wirken und seine Erfindungen zu grossem Wohlstand gelangte, ein Kunstkenner und Mäzen. Als solcher war er von 1904 bis 1907 Mitglied der Eidgenössischen Kunstkommission und von 1905 bis 1911 Präsident des Schweizerischen Kunstvereins. Abt sammelte vor allem Werke der Goldschmiedekunst. Dabei liess er sich auch keine Münze oder Medaille entgehen, wenn diese durch besondere Schönheit sein künstlerisches Interesse weckten. Seine diesbezügliche grosse Sammlung wurde nach seinem Tode versteigert. Durch eine grosszügige Spende war er ein massgeblicher Förderer zum Bau des Kreisspitals für das Freiamt in Muri, das am 10. Dezember 1908 der Öffentlichkeit übergeben werden konnte.
Sein jüngerer Bruder Heinrich Eugen Abt sowie sein Neffe Heinrich Roman Abt schlugen politische Karrieren ein und waren beide im Nationalrat und sein älterer Bruder Siegfried Abt wurde Jurist.

## Streckenübersicht
| Bezeichnung                            | Spur- weite- [mm] | Länge [km] Total/Zahnrad | Steigung [‰] Adhäsion/Zahnrad | Minim. Radius [m] Adhäsion/Zahnrad | Baujahr(e) | Strecken A = Adhäsion Z = Zahnrad |
| -------------------------------------- | ----------------- | ------------------------ | ----------------------------- | ---------------------------------- | ---------- | --------------------------------- |
| Harzbahn, Braunschweig                 | 1435              | 30,7 / 7,5               | 25 / 60                       | 180 / 200                          | 1884/1886  | A und Z                           |
| Lehesten, Thüringen                    | 1435              | 2,7 / 1,3                | 35 / 80                       | 150 / 150                          | 1885       | A und Z                           |
| Oertelsbruch, Thüringen                | 690               | 5,0 / 0,7                | 50 / 135                      | 35 / 100                           | 1885       | A und Z                           |
| Puerto Cabelleo-Valencia, Venezuela    | 1067              | 3,8 / 3,8                | – / 80                        | – / 125                            | 1886       | Z                                 |
| Visp-Zermatt, Schweiz                  | 1000              | 35,0 / 7,5               | 28 / 125                      | 80 / 100                           | 1889/1890  | A und Z                           |
| Ferrivia Monte Generoso, Schweiz       | 800               | 9,0 / 9,0                | – / 220                       | – / 60                             | 1889/1890  | Z                                 |
| Narentabahn, Bosnien                   | 760               | 56,0 / 19,5              | 15 / 60                       | 125 / 125                          | 1890       | A und Z                           |
| Erzbergbahn, Steiermark                | 1435              | 20,0 / 14,5              | 25 / 71                       | 150 / 180                          | 1890       | A und Z                           |
| Manitou-Pike’s Peak Railway, Colorado  | 1435              | 15,0 / 15,0              | – / 250                       | – / 115                            | 1890       | Z                                 |
| Transandenbahn, Südamerika             | 1000              | 75,0 / 28,0              | 25 / 80                       | 115 / 200                          | 1890       | A und Z                           |
| Schafbergbahn, Oberösterreich/Salzburg | 1000              | 5,85 / 5,85              | – / 255                       | – / 80                             | 1893       | Z                                 |
| Schneebergbahn, Niederösterreich       | 1000              | 9,80 / 9,80              | – / 196                       | – / 80                             | 1897       | Z                                 |

## Schriften
- Die Seilbahn am Giessbach. In: Die Eisenbahn. Nr. 17–22, 1879, S. 97–99, 103–105, 109–110, 112, 118, 121–123, 127–129, Tafel I–IV.
- Seilbahn Lugano: System Abt. In: Schweizerische Bauzeitung. Band 9, Nr. 6, 1887, S. 38, doi:10.5169/SEALS-14347.